# Ложкин, Николай Николаевич
Николай Николаевич Ложкин (23 июля 1897 года, Брянск — 15 июня 1958 года, там же) — советский военный деятель, полковник (1939 год).

## Начальная биография
Николай Николаевич Ложкин родился 23 июля 1897 года в Брянске[уточнить].

## Военная служба

### Первая мировая и гражданская войны
В августе 1914 года был призван в ряды Русской императорской армии и направлен в 200-й Кроншлотский пехотный полк, где был назначен на должность командира группы разведки. В августе 1915 года в чине унтер-офицера попал в плен, после чего находился в лагере военнопленных в Нейгаммере на Квейсе.
В ноябре 1918 года совершил побег из плена и вернулся в Россию, был призван в ряды РККА и назначен на должность командира 5-го коммунистического партизанского красногвардейского отряда рабочих Брянского завода, после чего принимал участие в боевых действиях против белогвардейских войск и повстанцев на Украине.

### Межвоенное время
В марте 1922 года был назначен на должность командира и военкома 17-го отдельного продовольственного батальона (Украинский военный округ), дислоцированного в Конотопе, в марте 1923 года — на должность помощника уездного военкома в городе Остёр, в августе — на должность начальника всевобуча военкомата в городе Городня, а в марте 1924 года — на должность помощника командира роты 69-го стрелкового полка (23-я стрелковая дивизия).
В ноябре 1924 года был направлен на учёбу на курсы усовершенствования среднего начсостава при 5-й объединённой школе Червонных старшин имени ВУЦИК, после окончания которых в августе 1925 года вернулся в 69-й стрелковый полк, где служил на должностях командира роты и помощника начальника штаба полка, а в октябре 1927 года был назначен на должность помощника начальника 1-й части штаба 23-й стрелковой дивизии.
В сентябре 1928 года был направлен на учёбу на курсы усовершенствования командного состава по разведке при 4-м управлении Штаба РККА, после окончания которых в июле 1929 года был назначен на должность помощника начальника 1-й части, затем начальника 2-й части штаба 3-й Крымской стрелковой дивизии, в феврале 1934 года — на должность помощника начальника 1-го отдела по разведке Де-Кастринского укреплённого района, а в августе — на эту же должность в укреплённом районе Устье-Сунгари.
В марте 1935 года Ложкин был назначен на должность начальника 2-й части штаба 73-й стрелковой дивизии (Сибирский военный округ), в сентябре 1937 года — на должность командира отдельного разведывательного батальона этой же дивизии, в июле 1938 года — на должность начальника учебного отдела Минского военного училища, а в октябре того же года — на должность начальника тактического цикла Бакинского пехотного училища.
После окончания заочно Военной академии имени М. В. Фрунзе в августе 1939 года был назначен на должность начальника 4-го отделения штаба Ленинградского военного округа, а затем — на должность начальника штаба 7-й стрелковой дивизии, после чего принимал участие в боевых действиях в ходе советско-финской войны.
В мае 1940 года был назначен на должность начальника штаба сначала 113-й стрелковой дивизии, а в сентябре того же года — на эту же должность в 121-й стрелковой дивизии (Западный особый военный округ).

### Великая Отечественная война
С началом войны полковник Ложкин находился на прежней должности и принимал участие в оборонительных боевых действиях в районе городов Слоним и Барановичи. При отступлении в районе Барановичей вместе с дивизией попал в окружение, однако Ложкин сумел вывести из него значительную часть сил и средств дивизии в районе пгт Копаткевичи.
В августе 1941 года был назначен на должность заместителя начальника штаба — начальника оперативного отдела штаба 24-й армии. В 1942 году был осуждён Военным трибуналом на 8 лет ИТЛ «за утерю материальной части» с отсрочкой исполнения приговора до окончания военных действий, однако в том же году за личную храбрость в боевых действиях судимость была снята.
С апреля 1942 года находился в распоряжении Главного управления кадров НКО, затем — Военного совета Калининского фронта, а в июне был назначен на должность заместителя начальника штаба по ВПУ 29-й армии этого фронта, а с июля по август исполнял должность начальника штаба этой же армии. Участвовал в ходе разработки планов боевых действий, а также оказывал помощь подчинённым в выполнении боевых задач.
В июле 1943 года был назначен на должность начальника штаба 79-го стрелкового корпуса и одновременно исполнял должность командира этого же корпуса.
В ноябре 1943 года был назначен на должность командира 326-й стрелковой дивизии, которая принимала участие в ходе боевых действий во время Ленинградско-Новгородской наступательной операции.
В сентябре 1944 года был назначен на должность командира 71-й гвардейской стрелковой дивизии, которая участвовала в боевых действиях в ходе Прибалтийской наступательной операции. За отличия в боях северо-западнее города Шяуляй дивизия была награждена орденом Суворова 2 степени.
С февраля 1945 года полковник Ложкин состоял в распоряжении Главного управления кадров НКО, а затем — Военного совета 1-го Белорусского фронта.

### Послевоенная карьера
В мае 1945 года был назначен на должность заместителя командира 32-го стрелкового корпуса (5-я ударная армия, Группа советских войск в Германии).
С сентября 1946 года находился в распоряжении Управления кадров Сухопутных Войск и в январе 1947 года был назначен на должность начальника штаба сначала 368-й стрелковой дивизии, а вскоре — 341-й стрелковой дивизии (Белорусский военный округ).
Полковник Николай Николаевич Ложкин в июле 1950 года вышел в запас. Умер 15 июня 1958 года в Брянске.

## Награды
- Орден Ленина;
- Четыре ордена Красного Знамени;
- Медали.